# Чініджанц Леонід Борисович
Чініджанц Левон Багдасарович (Леонід Борисович; 4 лютого 1912 — 1985, Одеса) — радянський актор театру та кіно, Заслужений артист Української РСР, понад 35 років служив в Одеському російському драматичному театрі імені А. Іванова (1948—1985).

## Біографія
Народився 4 лютого 1912 року.
На початку 1930-х років працював у Липецькому театрі, У 1936—1937 роках у Грозненському російському драматичному театрі, 1938 року — у Брянському театрі.
З 1939 — актор Кишинівського російського театру.
Під час німецько-рядянської війни, певне, перебував на окупованій території, у 1944 році, після перевірки контррозвідкою «СМЕРШ», мобілізований до лав РСЧА. За участь у війні у 1985 році відзначений орденом Вітчизняної війни II ступеня.
З 1948 року і до смерті 1985 року служив в Одеському російському драматичному театрі імені А. Іванова, був зазначений у складі провідних акторів трупи театру у статтях про театр у «Театральній енциклопедії» видання 1965 року та «Великої радянської енциклопедії» видання 1969 року. Водночас у 1950—1960 роках знімався у фільмах Одеської кіностудії.
30 червня 1951 року був нагороджений медаллю «За трудову відзнаку».
Заслужений артист Української РСР (не пізніше 1959 року).
Помер 1985 року.

## Фільмографія
- 1955 — Тінь біля пірсу — Козлов-Купріянов, диверсант.
- 1956 — Капітан «Старої черепахи» — Петро Борисов, годинникар.
- 1956 — Ти молодець, Аніто! — Бакко Террачіні, капітан.
- 1959 — Виправленому вірити — Олексій Олександрович Грень, злодій-рецидивіст.
- 1963 — Мрія назустріч — вчений.
- 1967 — Особлива думка — колишній слідчий.
- 1967 — Нудьги заради — пасажир поїзда.
- 1969 — Серце Бонівуру — епізод.
- 1972 — Сутичка — епізод